# Râul Patrani
Râul Patrani este un râu din România, afluent al râului Ismar. 